# گرادینی
گرادینی (به بلغاری: Gradini) یک منطقهٔ مسکونی در بلغارستان است که در شهرستان جنرال توشوو واقع شده‌است.